# داربلوط (قصرشیرین)
داربلوط روستایی در دهستان فتح‌آباد بخش مرکزی شهرستان قصرشیرین استان کرمانشاه ایران است.
این روستا در زمان گذشته(بسیار دور) دارای یک درخت بلوط بزرگ در بلندترین نقطه روستا بوده و به همین علت روستا به این نام معروف شد که به علت قرارگیری در زمین کشاورزی یکی از اعضای روستا قطع شد.
کوچه های روستا در سال ۱۳۹۸ آسفالت سازی شد.
به طور کلی رشد جمعیت روستا مخصوصاً طی ۱۰ سال اخیر به دلایل مختلف از جمله علاقه مردم به شهر نشینی، مرگ و میر بالا به علت سن بالای بیشتر اعضای روستا، نداشتن امکانات در روستا از جمله نانوایی و سوپر مارکت و... است.

## جمعیت
بر پایه سرشماری عمومی نفوس و مسکن در سال ۱۳۹۵ جمعیت این مکان ۱۰۳ نفر (۳۱خانوار) بوده‌است.